# داتو أوتو
داتو أوتو (حكم من 1875 حتى 1888)، المعروف أيضًا باسم السلطان أنوار الدين أوتو أو السلطان أوتو أنوار الدين، كان السلطان الثامن عشر من بويان، وهي واحدة من السلطنات الصغرى في منداناو. وقد قاد العديد من المعارك ضد الاسبان.